# Who Built the Moon?
| 전문가 평가     | 전문가 평가 |
| 총 점수         | 총 점수     |
| 출처            | 점수        |
| --------------- | ----------- |
| AnyDecentMusic? | 6.9/10      |
| 메타크리틱      | 76/100      |
| 평가 점수       |             |
| 출처            | 점수        |
| AllMusic        | [ 4 ]       |
| The A.V. Club   | C+          |
| The Guardian    | [ 6 ]       |
| The Independent | [ 7 ]       |
| NME             | [ 8 ]       |
| Pitchfork       | 7.1/10      |
| Q               | [ 10 ]      |
| Rolling Stone   | [ 11 ]      |
| The Times       | [ 12 ]      |
| Uncut           | 7/10        |

《Who Built the Moon?》은 영국의 록 밴드 노엘 갤러거스 하이 플라잉 버즈의 세 번째 스튜디오 음반이다. 2017년 11월 24일, 사워 매시를 통해 발매되었다. 그 음반은 데이비드 홈즈가 프로듀싱을 맡았다.

## 배경
노엘은 《Chasing Yesterday》이 녹음된 이후 진행 중인 작품인 《Who Built the Moon?》을 통해 이번 음반이 이 세션뿐만 아니라 《Chasing Yesterday》 월드 투어에서도 녹음되고 있다고 밝혔다. 이 음반은 갤러거의 소셜 미디어 계정을 통해 내년 9월 25일에 발표되었으며, 오는 2018년 영국과 아일랜드 투어가 예정되어 있다. 갤러거는 콜롬비아 DJ 알레한드로 마린과의 인터뷰에서 음반 커버에 실린 여자가 아내 사라 맥도날드라고 밝혔다.

## 싱글
2017년 10월 9일, 첫 번째 싱글로 〈Holy Mountain〉이 발매되었다. 이 싱글에는 B-사이드 〈Dead in the Water〉가 수록되었는데, 이 곡은 음반 발매 이후 이 밴드의 대표 테마 중 하나가 되었다. 2017년 11월 17일, 〈It's a Beautiful World〉가 음반의 두 번째 싱글로 발매되었고, 이 음반에는 오아시스가 아직 함께 있을 때 10년 전에 녹음된 데모곡인 〈God Help Us All〉이 수록되어 있다. 2018년 4월 6일, 〈She Taught Me How to Fly〉가 이 음반의 세 번째 싱글로 발표되었고, 5월 25일, 동시 뮤직 비디오와 함께 발매되었다. 이 싱글은 싱글로 발매된 음반의 유일한 곡으로, 갤러거의 빈번한 공동작업자인 저스틴 로버트슨이 리믹스한 곡 대신, 독창적인 서정적인 노래를 수록하지 않았다. 〈If Love Is the Law〉는 2018년 8월 17일 음반에서 발매된 네 번째 싱글로, 마지막 B-사이드는 〈Alone On The Rope〉로 발매되었다.

## 상업적 성과
《Who Built the Moon?》는 7만 8천 개의 앨범 등가 단위로 영국 음반 차트에서 1위로 데뷔했으며, 갤러거의 열 번째 스튜디오 음반은 오아시스와 노엘 갤러거스 하이 플라잉 버즈 둘 다에 포함되었다.

## 곡 목록
모든 곡들은 노엘 갤러거에 의해 작사/작곡하였다.
| #   | 제목                               | 재생 시간 |
| --- | ---------------------------------- | --------- |
| 1.  | 〈Fort Knox〉                      | 3:57      |
| 2.  | 〈Holy Mountain〉                  | 3:54      |
| 3.  | 〈Keep on Reaching〉               | 3:24      |
| 4.  | 〈It’s a Beautiful World〉         | 5:17      |
| 5.  | 〈She Taught Me How to Fly〉       | 5:02      |
| 6.  | 〈Be Careful What You Wish For〉   | 5:40      |
| 7.  | 〈Black & White Sunshine〉         | 3:41      |
| 8.  | 〈Interlude (Wednesday Part 1)〉   | 2:10      |
| 9.  | 〈If Love Is the Law〉             | 3:25      |
| 10. | 〈The Man Who Built the Moon〉     | 4:28      |
| 11. | 〈End Credits (Wednesday Part 2)〉 | 2:27      |

## 인증
| 국가                               | 인증     | 판매량/출하량 |
| ---------------------------------- | -------- | ------------- |
| 영국 (BPI)                         | 플래티넘 | 300,000       |
| 판매량+스트리밍을 기반으로 한 인증 |          |               |